# Giacomo Costamagna
Giacomo Costamagna SDB, später auch Santiago Costamagna (* 2. Januar 1846 in Caramagna, Cuneo; † 8. September 1921 in Bernal, Buenos Aires) war ein italienischer Ordenspriester. römisch-katholischer Titularbischof und Apostolischer Vikar in Ecuador.

## Leben
Nachdem er am 8. Dezember 1858 in das Oratorium von Valdocco eingetreten war, entschied er sich, Salesianer Don Boscos zu werden. Er studierte insbesondere auch Musik, weshalb er nach seiner ersten Profess zunächst als Musiklehrer im Kolleg von Lanzo arbeitete. Nachdem er auch seine philosophisch-theologischen Studien absolviert hatte, empfing er im Juni 1868 die Priesterweihe. 1875 wurde er zum Geistlichen Leiter der Don-Bosco-Schwestern in Mornese bestellt. 1877 ging er mit der dritten, von Don Bosco ausgesandten missionarischen Expedition nach Argentinien. 1878 kam er in Patagonien an. Im Jahr darauf begleitete er Monsignore Espinosa und den Kleriker Luigi Botta, die im Gefolge der Conquista del Desierto (Eroberung der Wüste) des Generals Julio Argentino Roca versuchten, die patagonischen Araucani-Indios zu evangelisieren.
1880 wurde er zum Direktor des Kollegs San Carlos von Buenos Aires und zum Provinzial aller Häuser in Argentinien. In Almagro initiierte er das Institut der Don-Bosco-Schwestern zur Erziehung der weiblichen Jugend. 1882 begann er mit der argentinischen Herausgabe des Bollettino Salesiano und 1884 mit der von Don Bosco begründeten Letture Cattoliche. 1887 eröffnete er das salesianische Werk in Chile mit der Gründung des Kollegs von Talca. Als Vikar von Don Rua für alle pazifischen Provinzen besuchte er verschiedene Länder Südamerikas im Blick auf mögliche weitere Gründungen.
Am 18. März 1895 wurde er durch Papst Leo XIII. zum Apostolischen Vikar von Méndez y Gualaquiza in Ecuador ernannt, verbunden mit der Ernennung zum Titularbischof von Colonia in Armenia. Die Bischofsweihe fand am 23. Mai desselben Jahres statt. Er gilt als der Apostel der Jivaro-Indios, mit denen er trotz der Aufgaben eines Apostolischen Vikars und der Schwierigkeiten, die ihm die ecuadorianische Regierung machte, viele Jahre gelebt hatte. Nur 1902 durfte er erstmals für einige Monate nach Ecuador einreisen und erst 1912 konnte er sich dauerhaft bei den Indios niederlassen und gründete die Missionen in Indanza und Santiago di Mendèz.
Aus gesundheitlichen Gründen gab er 1918/19 sein Amt zurück und wurde Rektor des Noviziats und Seminars von Bernal in Buenos Aires. Dort starb er 1921 zwei Jahre später.
Er war Autor liturgischer, asketischer, musikalischer Werke sowie geistlicher Direktor verschiedener religiöser Gemeinschaften, insbesondere der Don-Bosco-Schwestern.

## Werke
- Conferencias para los hijos de don Bosco. Valparaiso 1897.
- Conferenze ai figli di don Bosco. Santiago del Chilì 1900.
- Scritti di vita e di spiritualità salesiana. hrsg. durch Eugenio Valentini, Rom 1979.